# Libre para Adorar
Libre para Adorar é o segundo álbum de estúdio do cantor irlandês David Quinlan. É uma versão em espanhol do disco Liberdade, com a diferença de uma canção. Lançado pela CanZion Producciones, a obra traz a participação do cantor Marcos Witt e de Coalo Zamorano, que também produziu o disco.

## Faixas
1. "Libre para adorar"
2. "Aguas Profundas"
3. "Cuando estoy a Tu lado"
4. "Cuanto Te amo"
5. "Poderoso Dios"
6. "Abrázame"
7. "No hay nadie como Tu"
8. "Llévame"
9. "Hijo de David"
10. "Corriendo"
11. "Abrázame" (Bonus Track)